# 20026 Bettyrobinson
20026 Bettyrobinson è un asteroide della fascia principale. Scoperto nel 1992, presenta un'orbita caratterizzata da un semiasse maggiore pari a 2,855075 UA e da un'eccentricità di 0,038329, inclinata di 2,729783° rispetto all'eclittica. Ha un diametro di 5,022 km.